# Echoes in a Shallow Bay
Echoes in a Shallow Bay — сьомий мініальбом англійської групи Cocteau Twins, який вийшов 29 листопада 1985 року.

## Композиції
1. Great Spangled Fritillary - 4:02
2. Melonella - 4:05
3. Pale Clouded White - 4:59
4. Eggs and Their Shells - 3:06

## Склад
- Елізабет Фрейзер — вокал
- Робін Ґатрі — гітара, ударні
- Саймон Реймонд — бас-гітара